# FP-303 (航空機)
FP-303
- 用途：ホームビルト機
- 分類：アメリカ連邦航空規則第103部 "Ultralight Vehicles"（英語版）
- 製造者：Fisher Flying Products（英語版）
- 初飛行：1982年
- 生産数：205(2011年時点)[1]
- 運用開始：1984年

FP-303は、自作愛好家により製作されるために設計されたカナダ製の軽量キット機であり、尾輪式降着装置を備えた単座低翼単発機である。製造元であるFisher Flying Productsはもともとアメリカ ノースダコタ州エッジリーを拠点としていたが、現在はカナダ オンタリオ州ウッドブリッジに移転している。

## 設計及び開発
FP-303は1982年にアメリカのFisher Aircraftで設計されたもので、最大空虚重量254 lb (115 kg)までの機体を取り扱うアメリカ連邦航空規則第103部 "Ultralight Vehicles"の要件を満足することを意図して設計された。
設計目標は可能な限り持ち運びやすい機体をウルトラライト機のパイロットに提供することだった。その目標を達成するため、本機の主翼は胴体に沿って折り畳み、水平尾翼の上に置いて、トレーラー、小さな格納庫、または他の航空機内に格納できるようになっている。本機は、出発地点で輸送時の状態から10分で組み立てることが出来る。FP-303の標準空虚重量は235 lb (107 kg)であり、2ストロークのロータックス277エンジンを搭載している。

FP-303の構造はFP-202 (航空機)に類似している。本機の構造は全体的に木材が使用されており、木材の帯板を使った大圏構造による胴体を採用したことで、荷重経路に冗長性を持たせながら非常に強く、軽量な機体となった。主翼と胴体はドープされた羽布張りである。主翼は降着装置に繋がったストラット(支柱)で保持されており、主翼下面との間にジュリー・ストラットも備えている。主翼は、パイロットの下方視界を確保するために、十分後方に位置している。フラップおよびブレーキはオプションとなっている。製造元は、自作愛好家によるFP-303の製作に300-500時間必要になるとしている。

日本における作例では、材料キットから完成までの製作時間が約2,500時間だったという。

## 性能諸元 (FP-303)
出典: Company website, Kitplanes and Cliche
諸元
- 乗員: 1
- ペイロード: 98 kg （215 lb）
- 全長: 5.03 m （16 ft 6 in）
- 全高: 1.57 m （5 ft 2 in）
- 翼幅: 8.43 m（27 ft 8 in）
- 翼面積: 10.31 m2 （111 ft2）
- 翼型: USA 35B改[8]
- 空虚重量: 107 kg （235 lb）
- 最大離陸重量: 204 kg （450 lb）
- 動力: ロータックス277 レシプロ単気筒2ストロークエンジン、21 kW （28 hp）   × 1

性能
- 超過禁止速度: 113 km/h （61 kn）
- 巡航速度: 97 km/h （52 kn） 60 mph
- 失速速度: 40 km/h （22 kn） 25 mph
- 上昇率: 4.1 m/s （800 ft/min）
- 翼面荷重: 19.76 kg/m2 （4.1 lb/ft2）

## 関連事項
- Airdrome Eindecker E-III（英語版）
- Ameri-Cana Eureka（英語版）
- Fisher Avenger（英語版）
- Hummel Bird（英語版）
- Hummel CA-2（英語版）